# Аборты в Гайане
Аборт в Гайане законен, если выполнен в течение первых восьми недель беременности (с согласия беременной женщины и при условии выполнения лицензированным практикующим врачом).
В период между 8 и 12 неделями от зачатия аборт разрешен в том случае, если предстоящие роды могут привести к риску для здоровья женщины или плода или если беременность наступила, несмотря на использование противозачаточных средств. Между 12 и 16 неделями аборт по-прежнему можно сделать на законных основаниях, но только в том случае, если здоровье женщины или плода находится в опасности. После 16 недель сделать аборт можно только в случае тяжёлых проблем со здоровьем.

## Законодательство
В последние годы правления партии Народный национальный конгресс под руководством Форбса Бёрнхема был разработан законопроект, аналогичный законопроекту о медицинском прерывании беременности, принятому на Барбадосе в 1983 году. Законопроект был отложен как слишком спорный для периода перед выборами 1990 года и из-за «шумного публичного митинга», проведенного меньшинством христиан-фундаменталистов.
Группа сторонников реформ подошла к легализации абортов с точки зрения пользы для здоровья населения: было показано, что старые законы против абортов фактически не помогают сократить количество попыток абортов, в 1991 году осложнения после аборта были третьей по частоте причиной госпитализации, что нагружало слабую систему здравоохранения.
В 1995 году в Гайане был принят закон о медицинском прерывании беременности, который тогда считался одним из самых либеральных законов об абортах в Южной Америке. Его отстаивала Гейл Тейшейра, а подписал президент Чедди Джаган. Однако спустя несколько дней после принятия законопроекта женщины, обратившиеся в государственную больницу Джорджтауна, получили отказ. Несмотря на успешную общественную кампанию и правовую реформу, доступ к абортам не был предоставлен ни в одной из крупнейших больниц страны.
Больницы активно не отказывались от абортов, но нечеткое регулирование и неопределенность в отношении проведения абортов превратили колебания в отказ в обслуживании. Консультативный совет для отслеживания результатов законопроекта был сформирован в 1996 году, но противники закона отговаривали религиозных лидеров от присоединения к нему, что подорвало доверие общественности к этой группе. Смерть первого председателя позволила заменить его членом Международной федерации планирования семьи, но длительные поездки усложнили его работу в этой роли.
В 2006 году правительство Гайаны теоретически устранило препятствия для оказания помощи, но в действительности в государственных больницах завершаются только те попытки абортов, которые уже частично совершены беременными женщинами.
Правительство Гайаны продолжает искать способы снизить количество абортов в стране.

## Неправительственная помощь
Комплексные услуги по планированию семьи предоставляются неправительственными организациями. Family Planning Association of Guyana предоставляет услуги бедным женщинам, но полностью зависит от иностранной помощи. Поскольку более состоятельные женщины имеют более широкий доступ к услугам по планированию семьи, более бедные женщины находятся в пропорционально неблагоприятном положении с точки зрения получения образования и экономической поддержки.

## Отчётность
Несмотря на то, что отчетность требуется по закону, по оценкам на 2012 год сообщается менее чем о четверти совершённых операций.
Высказывались опасения, что Гайана станет местом для «абортивного туризма», но задокументированные случаи показывают, что это предсказание не сбылось. Отчеты конца 90-х годов также показывают, что демографически аборты пропорционально представлены во всех расах и религиях. В 2010 году опрос показал, что 99,7 % абортов были сделаны в частных клиниках, а лечение осложнений в 70 % случаев было проведено в государственных больницах.

## Методы
Мизопростол доступен в Гайане с конца 90-х годов, а мифепристон — примерно с 2010 года. Наиболее распространенная процедура, проводимая в больницах — выскабливание.